# بانسار بان فان 302
«بانسار بان فان-302» (بالسويدية: Pansarbandvagn-302) أو pbv 302 أختصارًا، وتعني حرفيًا «مركبة النقل المجنزرة مدرعة»، هي مركبة قتالية مشاة سويدية عالية الحركة استخدمها الجيش السويدي من عام 1966 إلى عام 2014.
تم استخدام المدرعة من قِبل الجيش السويدي في عام 1961 باعتبارها تصميمًا حديثًا لمركبة مشاة قتالية IFV يمكن أن تحل محل مركبة pbv 301 IFV التي كان تم تطويرها مؤخرًا، وهو تصميم مؤقت يعتمد على هيكل دبابة قديم لم يستوف المتطلبات التشغيلية المستقبلية للجيش السويدي. تم التعامل مع التصميم والإنتاج من قِبل شركة Hägglund &amp; Söner في أورنشولدسفيك ، التي أصبحت الآن شركة BAE Systems Hägglunds للمركبات العسكرية. استمر الإنتاج من عام 1966 إلى عام 1971، وتم تطوير المركبات وتجديدها عدة مرات طوال فترة خدمتها. تم استبدال التصميم في نهاية المطاف بـ strf 9040 IFV في التسعينيات، وشهدت خدمة محدودة بجانبها حتى تمت إخراجها في النهاية من الخدمة في عام 2014.
كان التسليح عبارة عن مدفع Hispano HS-804 معدل عيار 20 مم في برج رجل واحد، ورفوف داخلية لأسلحة المشاة الميكانيكية، مثل أسلحتهم الخدمية ، ومدفع رشاش KSP 58 وبندقية كارل جوستاف عديمة الارتداد 8.4 سم ، بالإضافة إلى الذخيرة. تم تحديث الطرازات اللاحقة برفوف للصاروخ مضاد للدروع طراز AT4 وحتى أن بعض المركبات تلقت نظام صواريخ مضادة للدبابات محمولة على الكتف من طراز Bofors BILL. كجزء من عقيدة مركبة المشاة القتالية السويدية، تم تجهيز المركبة بأبواب سقف، مما يسمح لقوات المشاة الميكانيكية بإستخدام الهاون والقتال من داخل المركبات.

## المشغلون

### المشغلون الحاليون
أوكرانيا
- في 31 أكتوبر 2024 ، ذكرت وسائل الإعلام الأوكرانية أن القوات البرية الأوكرانية تلقت عدد من «بانسار بان فان-302» من السويد ، والتي تعهدت في مايو 2024 بالتبرع بكامل مخزونها البالغ حوالي 200 مركبة إلى أوكرانيا.[2][3][4]

### المشغلون السابقون
السويد